# MNK Drenova Rijeka
MNK Drenova Rijeka je hrvatski malonogometni klub iz Rijeke. 

## Povijest
Šport, prije svega boćanje, a za njim i nogomet imaju na Drenovi dugu tradiciju. Na Gornjoj Drenovi godine 1936. osnovan je nogometni klub koji je igrao i trenirao na terenu u Rupama (Proslop) i uz Zamet bio jedini nogometni klub u Kastavštini između dva rata. Na Donjoj Drenovi, koja je tih godina (od razgraničenja 1924.) pripadala Italiji, već je postojao nogometni klub, mnogo uspješniji od suparnika i susjeda. Igralište su imali na mjestu parkirališta u današnjoj Gerovskoj ulici na području koje se nekad zvalo Njivica. Tu je, pred više od 70 godina i snimljena fotografija nogometne ekipe Donje Drenove.
Malonogometni klub „Drenova“ osnovan je 2007. godine. na prijedlog Vijeća MO Drenova s ciljem okupljanja mladih s područja Drenove i bliže okolice.
Po osnivanju MNK Drenova uz potporu MO Drenova, Grada Rijeke i O.Š. Fran Franković dobiva na korištenje za treniranje malonogometno igralište i športsku dvoranu škole te počinje okupljati zainteresirane mladiće uzrasta od 16 do 18 godina.
Usporedo s okupljanjem mlađih uzrasta (juniora), MNK Drenova organizira malonogometni turnir u povodu Dana Drenove te priprema seniorsku i juniorsku ekipu za natjecanje u 2. Hrvatskoj malonogometnoj ligi – Zapadna skupina koja ima 12 klubova s područja Primorsko-goranske, Ličko-senjske i Istarske županije.